# Vengampudur
Vengampudur is een panchayatdorp in het district Erode van de Indiase staat Tamil Nadu. 

## Demografie
Volgens de Indiase volkstelling van 2001 wonen er 7.634 mensen in Vengampudur, waarvan 50% mannelijk en 50% vrouwelijk is. De plaats heeft een alfabetiseringsgraad van 66%.